# Andrin Gulich
Andrin Gulich (9 de marzo de 1999) es un deportista suizo que compite en remo.
Participó en dos Juegos Olímpicos de Verano, en los años 2020 y 2024, obteniendo una medalla de bronce en París 2024, en la prueba de dos sin timonel.
Ganó una medalla de oro en el Campeonato Mundial de Remo de 2023 y dos medallas en el Campeonato Europeo de Remo, en los años 2023 y 2024.

## Palmarés internacional
| Juegos Olímpicos   | Juegos Olímpicos  | Juegos Olímpicos  | Juegos Olímpicos |
| Año                | Lugar             | Medalla           | Prueba           |
| ------------------ | ----------------- | ----------------- | ---------------- |
| 2024               | París (Francia)   | Medalla de bronce | Dos sin timonel  |
| Campeonato Mundial |                   |                   |                  |
| Año                | Lugar             | Medalla           | Prueba           |
| 2023               | Belgrado (Serbia) | Medalla de oro    | Dos sin timonel  |
| Campeonato Europeo |                   |                   |                  |
| Año                | Lugar             | Medalla           | Prueba           |
| 2023               | Bled (Eslovenia)  | Medalla de oro    | Dos sin timonel  |
| 2024               | Szeged (Hungría)  | Medalla de plata  | Dos sin timonel  |